# Za Wodą (Drzenkowice)
Za Wodą – część wsi Drzenkowice w Polsce, położona w województwie świętokrzyskim, w powiecie ostrowieckim, w gminie Ćmielów.
W latach 1975–1998 Za Wodą administracyjnie należało do województwa kieleckiego.